# Собор Сантьяго-де-Керетаро

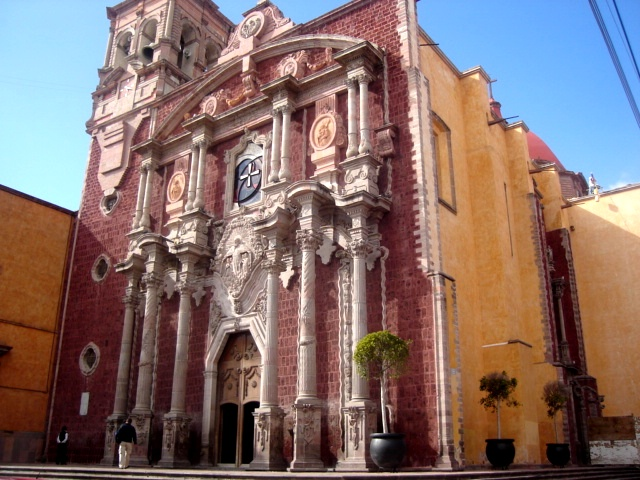
Собор святого Филиппа Нери, Сантьяго-де-Керетаро, Мексика

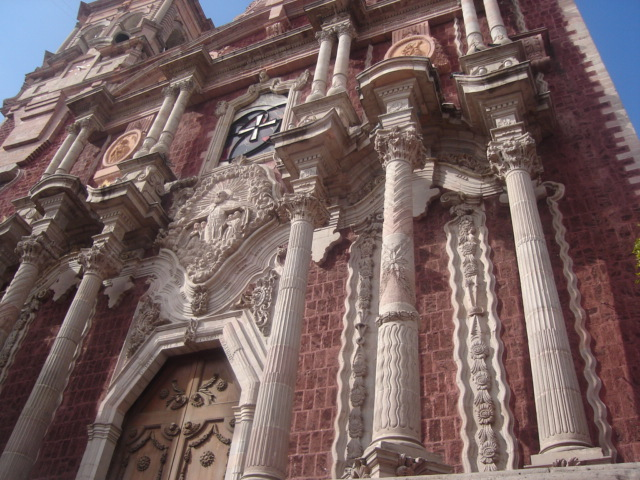
Детали фасада

Собор Сантьяго-де-Керетаро или Собор святого Филиппа Нери  (исп. Antiguo Oratorio de San Felipe Neri,  La catedral de Querétaro) — католическая церковь, находящаяся в городе Сантьяго-де-Керетаро, Мексика. Храм освящён в честь святого Филиппа Нери. Церковь святого Филиппа Нери является кафедральным собором епархии Керетаро.

## История
Церковь святого Филиппа Нери была построена между 1786 и 1804 годами членами монашеского ордена ораторианцев. Освящение храма состоялось 19 сентября 1805 года. В 1931 году церковь святого Филиппа Нери по просьбе епископа епархии Керетаро была возведена Римским папой Бенедиктом XV в ранг кафедрального собора.

## Архитектура
Церковь была перестроена во время колониального периода, о чём свидетельствуют существующие переходные элементы от барокко к неоклассическому стилю. Внешняя отделка храма обустроена строительными материалами из вулканических пород. Храм имеет один неф, купол и башню.
На фасаде храма расположены различные барельефы и скульптуры, среди которых выделяется барельеф святого Филиппа Нери.
Внутренний интерьер оформлен в строгих тонах. На главном алтаре расположены барельефы апостолов.

## Источник
- Instituto Nacional de Geografía, Estadística e Informática (1987). Estado de Querétaro. México. Guía turística. INEGI. ISBN 968-892-176-9.